# Я тебе ненавиджу
«Я тебе ненавиджу» (рос. «Я тебя ненавижу») — російський радянський художній фільм 1986 року режисера Сергія Бодрова. Виробництво ТО «Екран».

## Сюжет
Колись вони полінувалися зрозуміти один одного. Він зопалу рвонув на будівництво, а вона змирилася з його від'їздом й образу не забувала. Через кілька років герой приїхав до дружини і вже старшої доньки.

## Ролі озвучували:
- Світлана Крючкова — Людмила
- Юрій Кузнецов — Юрій
- Євгенія Полякова
- Володимир Татаринцев
- Олександр Панкратов-Чорний
- Ігор Боховко
- Наталія Селезньова
- Сергій Бодров мол. — Конюх

## Знімальна група
- Автори сценарію: — Сергій Бодров, Ганна Слуцьки
- Режисери-постановники: — Сергій Бодров
- Оператори-постановники: — Юрій Схіртладзе
- Художники-постановники: — Валентина Брусіна